# Qian Sanqiang

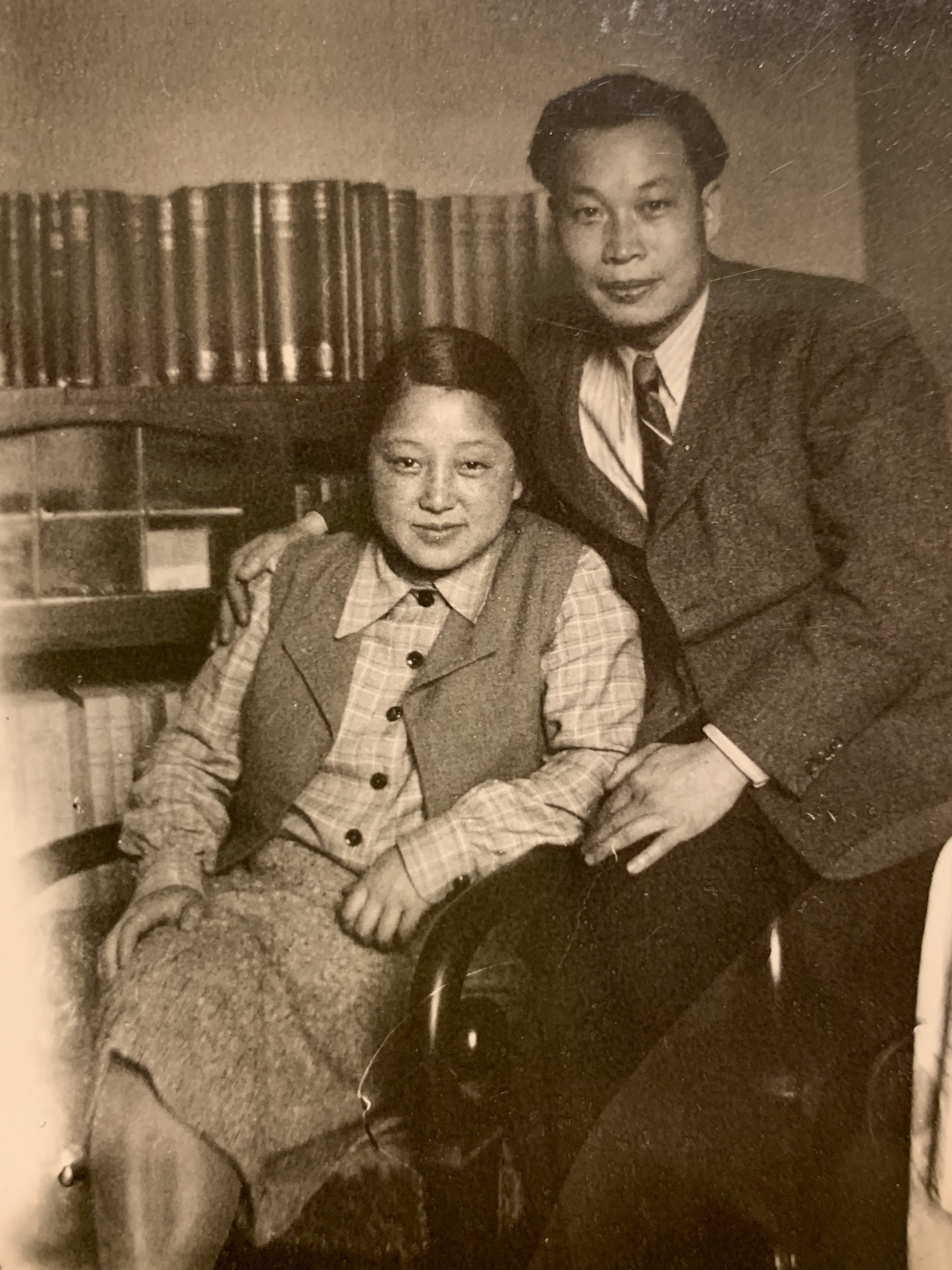
Qian Sanqiang mit seiner Frau He Zehui 1947

Qian Sanqiang (chinesisch 錢三強 / 钱三强, Pinyin Qián Sānqiáng; * 16. Oktober 1913 in Shaoxing, Provinz Zhejiang; † 28. Juni 1992 in Peking) war ein chinesischer Kernphysiker. Er leitete als Staatssekretär im Zweiten Ministerium für Maschinenbauindustrie und Direktor des Instituts für Atomenergie der Chinesischen Akademie der Wissenschaften die Entwicklung der chinesischen Atombombe und organisierte die Grundlagenforschung für die chinesische Wasserstoffbombe.

## Jugend und Studium in Peking
Qian Sanqiang wurde am 16. Oktober 1913 unter dem Namen Qian Bingqiong (钱秉穹) in Shaoxing geboren. Seine Familie stammte eigentlich aus Huzhou, ebenso wie Qian Xuesen und Qian Weichang gehörte er zum Clan der Wuyue-Qian (吴越钱氏家族), Nachfahren von Qian Liu (钱镠, 852–932), der 907 im heutigen Zhejiang das Wuyue-Reich gegründet hatte.
Qian Bingqiongs Vater war der Literaturwissenschaftler Qian Xuantong (钱玄同, 1887–1939), einer der Führer der Bewegung für eine Neue Kultur und der daraus hervorgegangenen Zweifel-am-Altertum-Schule. Qian Xuantong war eigentlich Professor an der Pädagogischen Universität Peking, unterrichtete aber auch an der Universität Peking. Aufgewachsen in einem Akademikerhaushalt konnte Qian Bingqiong mit 5 Jahren schon etwas lesen und schreiben, und als er mit 6 Jahren in die Kongde-Schule (孔德学校) für die Kinder der Angestellten der Universität Peking kam, durfte er unmittelbar in die 2. Klasse eintreten. Wegen seines geringen Alters galt Qian Bingqiong in seiner damaligen Jugendbande als „Nummer Drei“, er war jedoch ein recht guter Sportler. Daraus wurde dann der Spitzname „Dreistark“ (三强). Als sein Vater, wie Lu Xun ein Verfechter des gesprochenen Chinesisch, davon erfuhr, befand er, dass sein Sohn den klassischen Namen Bingqiong („Firmamenthalter“) ablegen und offiziell den Namen „Dreistark“ annehmen sollte, wobei die drei Stärken Anständigkeit, Klugheit und Sportlichkeit sein sollten.

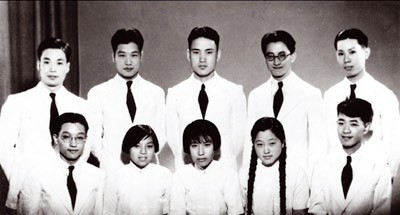
Abschlussklasse 1936. Hinten links Qian Sanqiang, vorne mit Zöpfen He Zehui.

Im Jahr 1929 stieß Qian Sanqiang auf den Sammelband „Richtlinien für den nationalen Aufbau“ (建国方略), wo Sun Yat-sen unter anderem den Bau von Eisenbahnen und Häfen forderte. Daraufhin beschloss er, Ingenieurwissenschaften zu studieren, was von seinem Vater unterstützt wurde. Nach dem Abitur 1930, das er mit sehr gutem Ergebnis absolvierte, wurde Qian Sanqiang im Herbst jenes Jahres mit 17 Jahren an der Universität Peking in die Vorbereitungsklasse der Fakultät für Naturwissenschaften (理学院) aufgenommen. Zwei Jahre später, 1932, absolvierte er erfolgreich die Aufnahmeprüfung für reguläre Studenten an der Fakultät für Physik der Tsinghua-Universität.
Dort besuchte er unter anderem Unterrichtsveranstaltungen von Wu Youxun und Zhao Zhongyao. 1936 schloss er sein Studium als Diplomphysiker ab; in seiner Abschlussklasse befand sich auch seine spätere Frau He Zehui.

## Promotion und Arbeit in Paris
Nach seinem Studienabschluss wechselte er an das Institut für Physik der Nationalen Beiping-Akademie (国立北平研究院, eine Vorläuferorganisation der Chinesischen Akademie der Wissenschaften), wo er Assistent von Institutsleiter Yan Jici (严济慈, 1901–1996) wurde und sich mit Molekülspektroskopie befasste. Yan Jici, der bis 1930 am damaligen Institut du Radium in Paris unter Marie Curie gearbeitet hatte, ermutigte seinen Assistenten, sich für ein Promotionsstudium in Frankreich zu bewerben. Qian Sanqiang erhielt von der im April 1925 durch die damalige Beiyang-Regierung zusammen mit der französischen Regierung gegründeten Chinesisch-Französischen Bildungsstiftung (中法教育基金委员会) ein Stipendium und wurde  am der Universität von Paris unterstehenden Institut du Radium angenommen. Da ereignete sich am 7. Juli 1937 der Zwischenfall an der Marco-Polo-Brücke. Qian Xuantong, der an sich schon unter Bluthochdruck litt, wurde daraufhin schwer krank, überredete seinen Sohn jedoch, dennoch das Stipendium anzunehmen. Noch 1937 reiste Qian Sanqiang auf dem Seeweg nach Paris, während Yan Jici das Institut für Physik nach Kunming, jenseits der Reichweite der japanischen Truppen, verlagerte.
Zu diesem Zeitpunkt befassten sich am Institut Irène Joliot-Curie und ihr Ehemann Frédéric Joliot-Curie mit Kernphysik. Von seinem Doktorvater Frédéric Joliot-Curie wurde Qian Sanqiang mit entsprechenden Forschungen beauftragt, die er parallel im Institut und im Labor für Kernchemie des Collège de France durchführte. Neben der Arbeit an seiner Dissertation half er auch sonst im Institut aus. So arbeitete er ab Anfang 1939 im Auftrag von Irène Joliot-Curie daran die spektrale Leistungsdichte der Betastrahlung des radioaktiven Lanthan (damals „3,5 h-Körper“ genannt) zu bestimmen, das beim Beschuss von natürlichem und abgereicherten Uran mit Neutronen entstand. 1939 stellte Qian Sanqiang seine Dissertation zum Thema „Kollision von Alphateilchen mit Wasserstoffkernen“ fertig,
1940 verlieh ihm die Universität von Paris den Titel eines Doktors der Naturwissenschaften. Die 59-seitige Dissertation erschien 1940 unter dem Titel „Étude des collisions des particules alpha avec les noyaux d'hydrogène“ und seinem französischen Namen „San Tsiang Tsien“ im Verlag Gauthier-Villars, Paris.

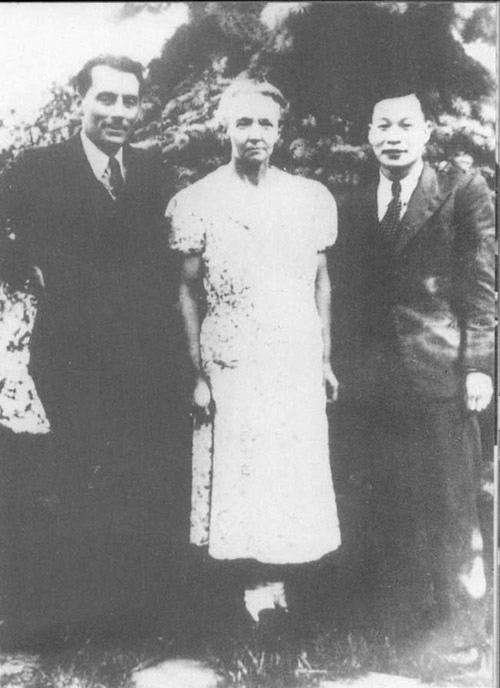
Qian Sanqiang mit Frédéric und Irène Joliot-Curie (Frühjahr 1948)

Am 14. Juni 1940 marschierten die deutschen Truppen in Paris ein, im August 1940 wurde mit der Promotion sein Stipendium beendet. Durch die Kriegsereignisse konnte Qian Sanqiang nicht nach China zurückkehren, er hatte nun aber auch keine finanziellen Mittel mehr für seinen Lebensunterhalt. In dieser Situation entschied Frédéric Joliot-Curie, ihn als Assistent am Institut weiter zu beschäftigen. Die deutsche Verwaltung hatte das Labor für Kernchemie des Collège de France übernommen, es wurde auch von der Gestapo überwacht, die Forschungsarbeit ging jedoch ungehindert weiter. Wenn Frédéric Joliot-Curie über den Fortgang der Arbeiten berichtete, hörte auch der Kernphysiker Walther Bothe vom Kaiser-Wilhelm-Institut für medizinische Forschung zu, was Joliot-Curie damals den Vorwurf der Kollaboration eintrug. Tatsächlich befanden sich jedoch unter den Assistenten und Studenten von Joliot-Curie zahlreiche Mitglieder der Kommunistischen Partei Frankreichs, und das Labor fungierte als Basis der kommunistischen Widerstandsbewegung.
Qian Sanqiang war nach seinem Studienabschluss in Peking mit seiner alten Kommilitonin He Zehui in Briefkontakt geblieben. Als im Sommer 1945 ein Ende des Antijapanischen Kriegs absehbar war, hatte er ihr einen brieflichen Heiratsantrag gestellt und vorgeschlagen gemeinsam nach China zurückzukehren. He Zehui, die 1940 an der Technischen Hochschule zu Berlin promoviert und ab 1943 am Institut für medizinische Forschung in Heidelberg mit Walther Bothe zusammengearbeitet hatte, kam im Frühjahr 1946 zunächst nach Paris. Am 8. April 1946 fand im Beisein des Ehepaars Joliot-Curie die Hochzeit statt. Anschließend arbeiteten beide zusammen im Institut du Radium an der Erforschung der Spaltprodukte von Uran.
Dabei entdeckte Qian Sanqiang auf einer Nebelkammer-Aufnahme einer Uranspaltung eine dritte Leuchtspur, die senkrecht zu den beiden anderen verlief. Nach mehreren 10.000 Versuchen und der Eliminierung der Möglichkeit von systembedingten Beobachtungsfehlern kamen Qian Sanqiang und He Zehui schließlich zu der Erkenntnis, dass bei jeder 3000ten Uranspaltung ein drittes Spaltfragment entstand.
Anfang 1947 veröffentlichten sie ihre Ergebnisse in einem Artikel, der großes Aufsehen erregte. Kurz darauf wurde Qian Sanqiang in das Centre national de la recherche scientifique aufgenommen und dort unmittelbar zum Doktorandenbetreuer befördert.

## Institut für Moderne Physik

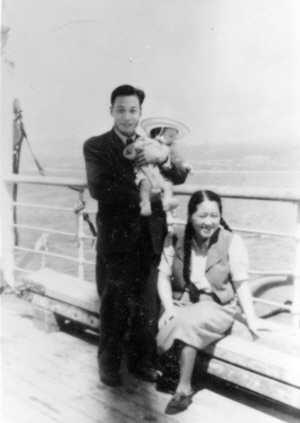
Qian Sanqiang mit He Zehui und Qian Zuxuan bei der Heimfahrt nach China

Zu diesem Zeitpunkt gingen alle davon aus, dass Qian Sanqiang und He Zehui in Frankreich bleiben und dort arbeiten würden. Am 20. November 1947 wurde ihre Tochter Qian Zuxuan (钱祖玄) geboren und in China herrschte Bürgerkrieg. Im Frühjahr 1948 erklärte jedoch Qian Sanqiang nach Absprache mit seiner Frau dem Ehepaar Joliot-Curie, dass die Familie nach China zurückkehren wollte. Nach anfänglichem Bedauern äußerte Frédéric Joliot-Curie jedoch Verständnis. Er teilte Qian Sanqiang einige an sich geheime Daten zur Kernspaltung mit und übergab ihm radioaktive Materialien und Prüfstrahler, die er mit nach China nehmen sollte.
Im Mai 1948 kehrte die Familie nach China zurück, Qian Sanqiang übernahm eine Professur an der Fakultät für Physik der Tsinghua-Universität.
Nachdem am 31. Januar 1949 die Garnison Peking der Kuomintang-Truppen kapituliert hatte, kam Ye Jianying, damals Leiter der Militärverwaltung der Stadt (北平市军事管制委员会), zu Qian Sanqiang und bat ihn, als Mitglied der Delegation der befreiten Gebiete zum Weltfriedenskongress zu reisen, der vom 20. bis 25. April 1949 in Paris abgehalten wurde. Das Zentralkomitee der Kommunistischen Partei Chinas hatte trotz großer wirtschaftlicher Schwierigkeiten 50.000 US-Dollar zur Verfügung gestellt, mit denen Qian Sanqiang Messgeräte und Informationsmaterial für die Kernforschung kaufen sollte. In Paris traf Qian Sanqiang während einer Sitzungspause Frédéric Joliot-Curie, der ihm beim Ankauf von Messgeräten und Fachbüchern half und den Versand über mehrere Zwischenstationen nach China organisierte.
Am 19. Mai 1950 gründete Qian Sanqiang zusammen mit Wu Youxun, der seit Dezember 1948 an der Fakultät für Physik der Jiaotong-Universität Shanghai unterrichtete, das in Peking angesiedelte Institut für Moderne Physik der Chinesischen Akademie der Wissenschaften (中国科学院近代物理研究所). Die Leitung des Instituts übernahm zunächst Wu Youxun, Qian Sanqiang wurde sein Stellvertreter. Die anfangs gut 20 Mitarbeiter waren zum größten Teil Kernphysiker von der ehemaligen Academia Sinica in Nanjing und der Nationalen Beiping-Akademie, Qian Sanqiangs erstem Arbeitsplatz. 1951 wurde Wu Youxun stellvertretender Präsident der Akademie der Wissenschaften und Qian Sanqiang übernahm die Leitung des Instituts für Moderne Physik.
Im Laufe der folgenden Jahre nutzte Qian Sanqiang sein Netzwerk, um zusätzliche Wissenschaftler aus den Gebieten Experimentalphysik, Theoretische Physik, Radiochemie, Computerwissenschaft und Vakuumtechnik anzuwerben, bis die 1953 in „Institut für Physik der Chinesischen Akademie der Wissenschaften“ (中国科学院物理研究所) umbenannte Einrichtung Ende 1954 mehrere hundert Mitarbeiter hatte.
1954 trat Qian Sanqiang zunächst als Kandidat in die Kommunistische Partei Chinas ein, im August 1955 wurde er Vollmitglied.
Während dieser Zeit wurden im Institut auch zwei Teilchenbeschleuniger gebaut. Im Oktober 1954 entdeckte ein Prospektionstrupp des damaligen Ministeriums für Geologie in Guangxi Chinas erste Uranlagerstätte, ein dort ausgegrabenes Stück Uranerz wurde Mao Zedong und Zhou Enlai gezeigt. Auf einer Sitzung des Zentralkomitees der KPCh am 15. Januar 1955 referierte Qian Sanqiang zusammen mit Li Siguang, dem Minister für Geologie, zu dem Thema und demonstrierte mit einem am Institut hergestellten Geigerzähler die Radioaktivität des Erzbrockens. Die Demonstration überzeugte, das Zentralkomitee beschloss den Bau von Kernkraftwerken.
Nachdem der amerikanische Präsident Harry S. Truman am 30. November 1950 auf einer Pressekonferenz im Rahmen des Koreakriegs mit dem Einsatz von Kernwaffen gegen die Volksrepublik China gedroht hatte, hatte das Zentralkomitee der KPCh beschlossen, ebenfalls Kernwaffen zu entwickeln. Qian Sanqiang hatte schon damals, noch als stellvertretender Leiter des Instituts für Moderne Physik, darauf hingewiesen, dass man für den Aufbau einer chinesischen Atomindustrie im eigenen Land Grundlagenforschung betreiben müsse.
Zunächst kam man jedoch nicht umhin, aus der Sowjetunion einen Schwerwasserreaktor mit einer Leistung von 7 MW und ein Zyklotron mit einem Durchmesser von 1,2 m zu importieren. Baubeginn für Reaktor und Zyklotron, die dem Institut unterstanden, war am 26. Mai 1956. Am 13. Juni 1958 erreichte der „Reaktor 101“ die Kritikalität, am 27. September 1958 gingen Reaktor und Zyklotron in Betrieb.
Gleichzeitig wurde das Institut in „Institut für Atomenergie der Chinesischen Akademie der Wissenschaften“ (中国科学院原子能研究所) umbenannt. Bis zum 1. Oktober 1958, dem chinesischen Nationalfeiertag, hatte man mit dem Reaktor 33 radioaktive Isotope wie 60Co, 24Na, 32P oder 45Ca erzeugt.

## Zweites Ministerium für Maschinenbauindustrie
Am 16. November 1956 wurde per Beschluss des Ständigen Ausschusses des Nationalen Volkskongresses das Dritte Ministerium für Maschinenbauindustrie  gegründet, das für den Aufbau der chinesischen Atomindustrie und die Herstellung von Kernwaffen zuständig sein sollte. Leiter des Dritten Ministeriums wurde General Song Renqiong, Qian Sanqiang wurde einer seiner Stellvertreter. Das Ministerium wurde bei einer Kabinettsreform am 11. Februar 1958 in „Zweites Ministerium für Maschinenbauindustrie“ umbenannt, Song Renqiong blieb jedoch bis 1960 Minister, Qian Sanqiang bis 1978 Staatssekretär.
Parallel dazu blieb er bis Juli 1978 Leiter des Instituts für Physik bzw. Atomenergie, dessen mehr praxisorientierte Abteilungen am 1. Februar 1973 in die direkte Zuständigkeit des Zweiten Ministeriums übergingen (die eher theoretischen Abteilungen wurden das Institut für Hochenergiephysik der Chinesischen Akademie der Wissenschaften).

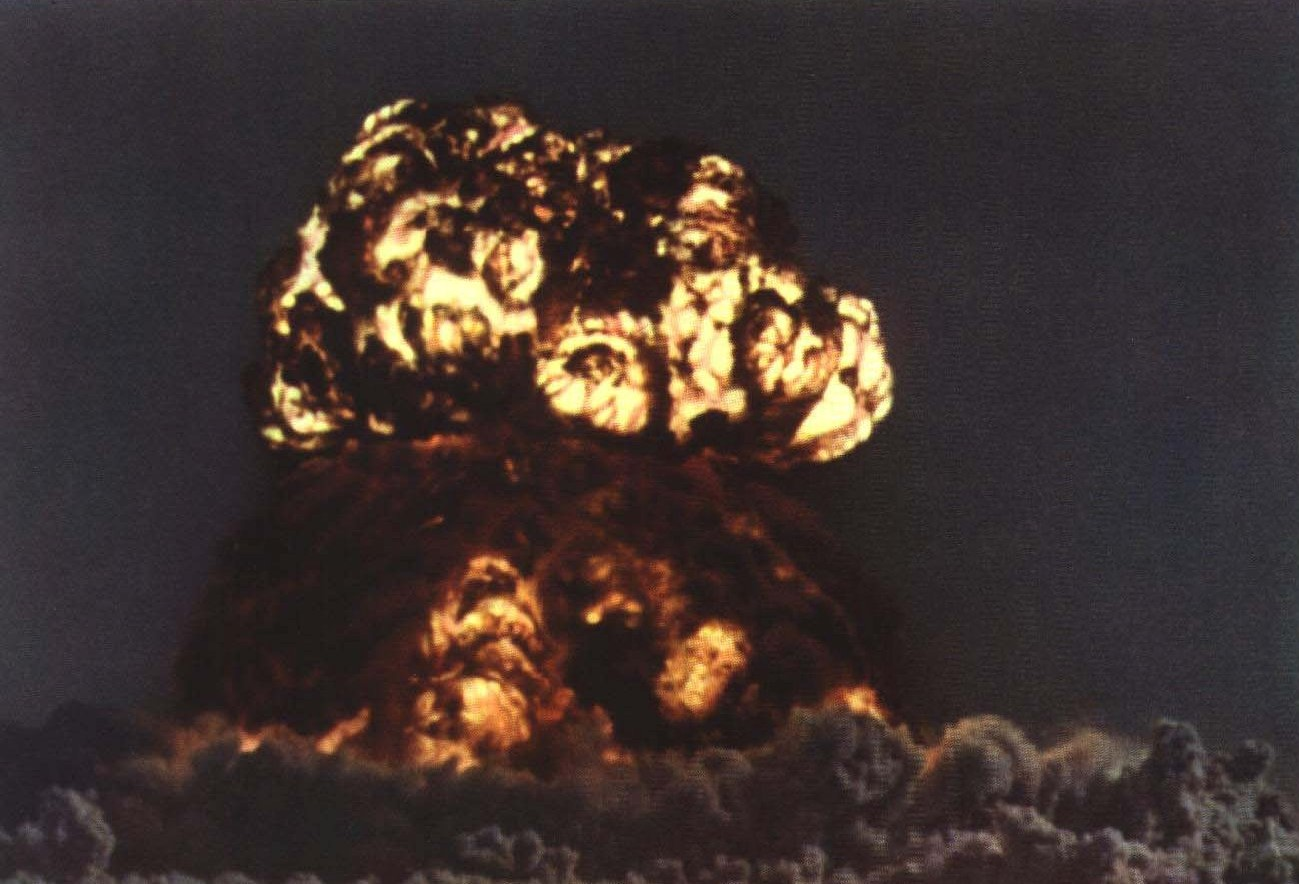
Detonation der ersten chinesischen Atombombe am 16. Oktober 1964

Qian Sanqiang war der einzige Wissenschaftler in der Führungsebene des Ministeriums, seine Aufgabe war die Koordinierung der Kernforschung. Er betreute Bau und Betrieb des Reaktors 101 im Pekinger Stadtbezirk Fangshan, außerdem war er nach dem Rückzug der Sowjetunion von einem Kooperationsabkommen am 20. Juni 1959 für das nach jenem Datum „Projekt 596“ (596工程) genannte Vorhaben zum Bau einer Atombombe verantwortlich, wo er als Technischer Direktor (总设计师) fungierte. Zu diesem Zeitpunkt hatte man bereits Fortschritte bei der Herstellung von Uran gemacht. Aus dem im Bergwerk 711 in Hunan geförderten Uranerz wurde dort vor Ort Yellowcake in der Größenordnung von hundert Tonnen hergestellt. Daraus wurde im mittlerweile im Pekinger Straßenviertel Zhongguancun angesiedelten Institut für Physik Urandioxid hergestellt, was zu Urantetrafluorid weiterverarbeitet wurde. Das dem Reaktor 101 angegliederte Institut 401 produzierte daraus im Labormaßstab Uranhexafluorid. 1958 war der erste, etwa 1 kg schwere Barren metallisches Uran hergestellt, eine Scheibe mit einem Durchmesser von 8 cm und einer Dicke von 6 cm.
Im August 1960 nahmen die „Fabrik Nr. 2“ (二号厂) und im November 1960 die „Fabrik Nr. 4“ (四号厂) im heutigen Stadtbezirk Tongzhou von Peking ihren Betrieb auf, wo im Tonnenmaßstab Urandioxid („Nr. 2“) und Urantetrafluorid („Nr. 4“) hergestellt wurden. Ende 1962 hatte man genügend Rohstoff für eine Bombe, der in der Fabrik 504 in Lanzhou zu Uranhexafluorid weiterverarbeitet und mittels Gasdiffusion angereichert wurde. Am 16. Oktober 1964, Qian Sanqiangs 51. Geburtstag, detonierte Chinas erste Atombombe auf dem Kernwaffentestgelände Lop Nor.

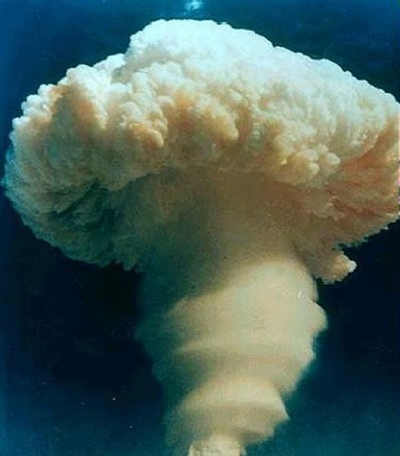
Detonation der ersten chinesischen Wasserstoffbombe am 17. Juni 1967

Jene Bombe hatte eine Sprengkraft von 22 kT, während die USA bereits am 1. November 1952 eine Wasserstoffbombe von 10,4 MT gezündet hatten. Im Juni 1960, als die Uranfabriken kurz vor der Vollendung standen, hatte Qian Sanqiang darauf hingewiesen, dass man parallel zur Atombombe auch an der Wasserstoffbombe arbeiten müsse. Er stellte damals eine Gruppe von theoretischen Physikern zusammen, die sich mit den Mechanismen der thermonuklearen Reaktion befassen sollten. Nachdem der erste Test einer Atombombe, die zur Zündung einer Wasserstoffbombe benötigt wurde, erfolgreich verlaufen war, dauerte es nur zwei Jahre und acht Monate, bis am 17. Juni 1967 eine Wasserstoffbombe mit 3,3 MT erfolgreich gezündet wurde.
Für seine Verdienste bei der Entwicklung der beiden Bomben wurde ihm am 18. September 1999 posthum der vom Zentralkomitee der KPCh, dem Staatsrat der Volksrepublik China und der Zentralen Militärkommission gemeinsam gestiftete Orden „Zwei Bomben, ein Satellit“ (两弹一星功勋奖章) verliehen.
Zu seinen Lebzeiten wusste man Qian Sanqiangs Verdienste jedoch nicht immer zu schätzen. Am 19. Oktober 1964, drei Tage nach der Detonation der ersten Atombombe, wurde er in eine Volkskommune des damaligen Sondergebiets Xinyang (信阳专区), Provinz Henan, geschickt, um dort an der Sozialistischen Erziehungskampagne teilzunehmen.
Diese von Deng Xiaoping, damals Generalsekretär des Zentralkomitees der KPCh, geleitete Kampagne war dazu gedacht, bürgerlichen Fehlentwicklungen unter Kadern der mittleren Ebene entgegenzuwirken, indem sie von ihnen nicht bekannten Parteimitgliedern evaluiert wurden. Qian Sanqiang war einer dieser verdeckten Ermittler, seine Aufgabe war es, kapitalistische Tendenzen unter den Kadern einer Produktionsgruppe (生产队, eine Untereinheit der Volkskommune aus etwa 50 Haushalten) zu dokumentieren.
Im Herbst 1965 wurde die Sozialistische Erziehungskampagne wegen mangelndem Erfolg eingestellt.
Der Auftrag in Xinyang war ihm von Minister Liu Jie (刘杰, 1915–2018) erteilt worden, der im September 1960 die Leitung des Zweiten Ministeriums für Maschinenbauindustrie übernommen hatte.
Nach außen hin handelte es sich um eine Ehre, tatsächlich sollte er so jedoch von den Entscheidungsprozessen im Ministerium ferngehalten werden.
Im Juli 1966, kurz nach Ausbruch der Kulturrevolution, tauchte am Eingang des Instituts für Atomenergie eine von Parteikadern des Ministeriums unterzeichnete Wandzeitung (大字报) auf, in der dazu aufgefordert wurde, „den größten Kapitalisten und reaktionären Gelehrten des Zweiten Ministeriums für Maschinenbauindustrie, Qian Sanqiang“ zu stürzen. Es kam zu Kampf- und Kritiksitzungen, in denen ihm vorgeworfen wurde, dass er hauptsächlich als Organisator und nicht als Wissenschaftler tätig war (was objektiv zutraf). Außerdem wurde ihm – fälschlich – vorgehalten, dass er die Vorarbeiten für die Wasserstoffbombe ohne Absprache mit der Parteizelle im Ministerium angeordnet hätte. Seine Kontaktaufnahme mit Frédéric Joliot-Curie zum Ankauf von Messgeräten 1949 sowie ein dreimonatiger Besuch in der Sowjetunion im Jahr 1953, bei dem er auftragsgemäß mit sowjetischen Wissenschaftlern gesprochen hatte, wurden ihm als verbotene Beziehung zu fremden Ländern (里通外国) ausgelegt. Qian Sanqiang wurde unter Hausarrest gestellt, seine Frau durfte im Institut für Atomenergie keine Forschung mehr durchführen, sondern wurde nur noch mit Reinigungsarbeiten betraut. 1968 wurden Qian Sanqiang und He Zehui in eine Kaderschule des Siebten Mai (五七干校) in Shaanxi geschickt. Der Name bezieht sich auf einen Brief, den Mao Zedong am 7. Mai 1966 Lin Biao geschrieben hatte, es handelte sich um ein staatliches Landgut, wo Kader, die keine ernsthaften Fehler begangen hatten, die jeweils aktuelle Parteilinie zu studieren hatten, während sie gleichzeitig körperlich arbeiteten. Diese Schulen wurden von der Volksbefreiungsarmee betrieben, diejenige, wohin Qian Sanqiang und seine Frau geschickt wurden, war speziell für Mitarbeiter des Zweiten Ministeriums für Maschinenbauindustrie gedacht.

## Zhejiang-Universität
Nach dem Ende der Kulturrevolution 1976 kehrten Qian Sanqiang und He Zehui nach Peking zurück. Sie baten um ihre Entlassung aus dem Zweiten Ministerium für Maschinenbauindustrie, es dauerte jedoch bis 1978, bis dem Gesuch stattgegeben wurde. Nach seiner Entlassung – er war bereits fünf Jahre jenseits des Renteneintrittsalters – wurde Qian Sanqiang noch 1978 stellvertretender Präsident der Chinesischen Akademie der Wissenschaften.
Gleichzeitig nahm er eine Berufung als Rektor der Zhejiang-Universität an. Die Universität war während der Kulturrevolution stark in Mitleidenschaft gezogen worden. Qian Sanqiang organisierte nun die Wiederaufnahme des Unterrichtsbetriebs und leitete die Erweiterung von einer Lehranstalt zu einer Forschungseinrichtung in die Wege. Dementsprechend ließ er dem alten Motto der Universität – „Wahrheit suchen“ – den Ausdruck „neue Ideen hervorbringen“ hinzufügen. Qian Sanqiang führte an der Universität auch einen internationalen akademischen Austausch ein. 1982, mit 69 Jahren, gab er das Amt des Rektors an den Chemiker Yang Shilin (杨士林, 1919–2016) ab.

## Verbandsarbeit
Qian Sanqiang war seit ihrer Neugründung am 12. August 1951 ein Vorstandsmitglied der Chinesischen Physikalischen Gesellschaft (中国物理学会), außerdem gründete er im Februar 1980 zusammen mit dem Kernwaffenpionier Wang Ganchang die Chinesische Nukleargesellschaft (中国核学会).
Beide Gesellschaften sind Mitglied im Chinesischen Verein für Wissenschaft und Technologie (中国科学技术协会), einem Dachverband für derzeit (2022) 211 naturwissenschaftlich-technische Organisationen.
Am 24. März 1980 wurde Qian Sanqiang auf der ersten Vollversammlung des Vereins nach der Kulturrevolution zusammen mit Qian Xuesen, Yan Jici und Wang Ganchang zu einem seiner stellvertretenden Vorsitzenden gewählt.
Auf der nächsten Vollversammlung am 28. Juli 1986 wurde er in dieser Funktion bestätigt.
Die Vollversammlung 1991 des Vereins für Wissenschaft und Technologie wurde von Qian Sanqiang zwar noch eröffnet, er kandidierte jedoch für kein Amt mehr.
Am 28. Juni 1992 starb Qian Sanqiang nach längerer Krankheit im Alter von 78 Jahren in Peking.